# 出水菜央
出水 菜央（でみず なお、1994年12月21日 - ）は、滋賀県出身の元女子競輪選手。現役時代は日本競輪選手会大阪支部所属、ホームバンクは岸和田競輪場。日本競輪学校（当時。以下、競輪学校）第116期生。師匠は原田隆（77期）。

## 経歴
中学、高校時代は吹奏楽部に所属、近畿大学入学後にトライアスロンを始め2014年JTUエイジランキング24歳以下で3位となった。大学時代にガールズケイリンを知り、競輪選手を志したという。
2018年1月12日、競輪学校第116回技能試験に合格。在校競走成績は15位（1勝）。
2019年7月12日、和歌山競輪場でデビューし7着。
2020年3月28日、同じ競輪選手の小原佑太（115期・青森）との結婚を発表。同年7月8日、第1子である長女を出産。
2022年6月8日、選手登録消除。通算戦績は27戦0勝。
引退後、Twitterにて、シングルマザーであること、今後は弁護士を目指すことを公表した。